# A Billboard 200 lista első helyezettjei 2013-ban

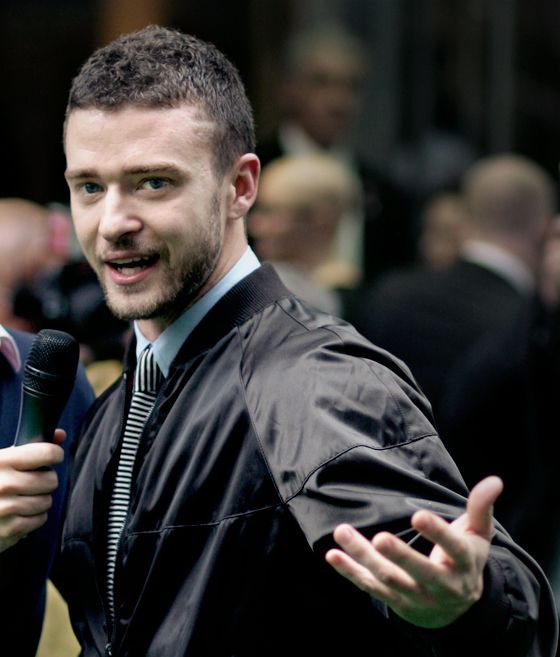
Justin Timberlake (a képen) megszerezte második, majd harmadik listavezető albumát a The 20/20 Experience, valamint a The 20/20 Experience – 2 of 2 lemezeivel. A The 20/20 Experience volt az év legkelendőbb albuma az Egyesült Államokban.

A következő albumok értek el első helyezést az Egyesült Államok Billboard 200 elnevezésű listáján 2013-ban. A listán az Amerikában legjobban teljesítő albumok és középlemezek kapnak helyet, melyet a Billboard magazin tesz közzé. Az adatokat a Nielsen SoundScan gyűjti össze az egyes albumok fizikai és digitális eladásai, az on-demand szolgáltatások és a lemezen található dalok digitális eladásai alapján.

## Lista

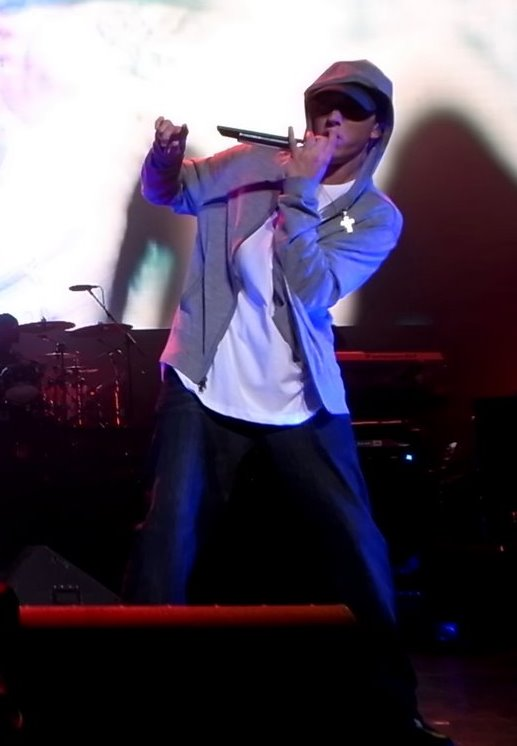
Eminem (a képen) megszerezte hatodik listavezető pozícióját a The Marshall Mathers LP 2 lemezével, majd két hétig vezette a listát.

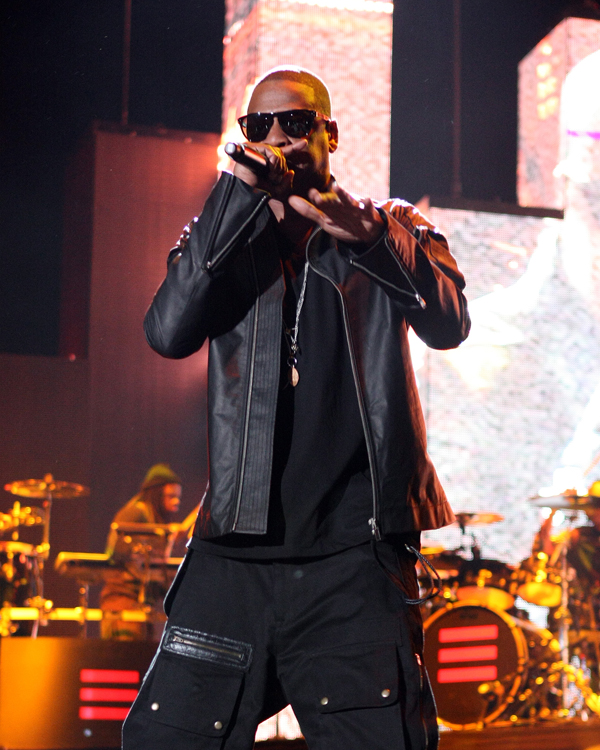
Jay-Z (fotó) Magna Carta Holy Grail albuma lett a rapper tizenharmadik első helyezést elérő lemeze.

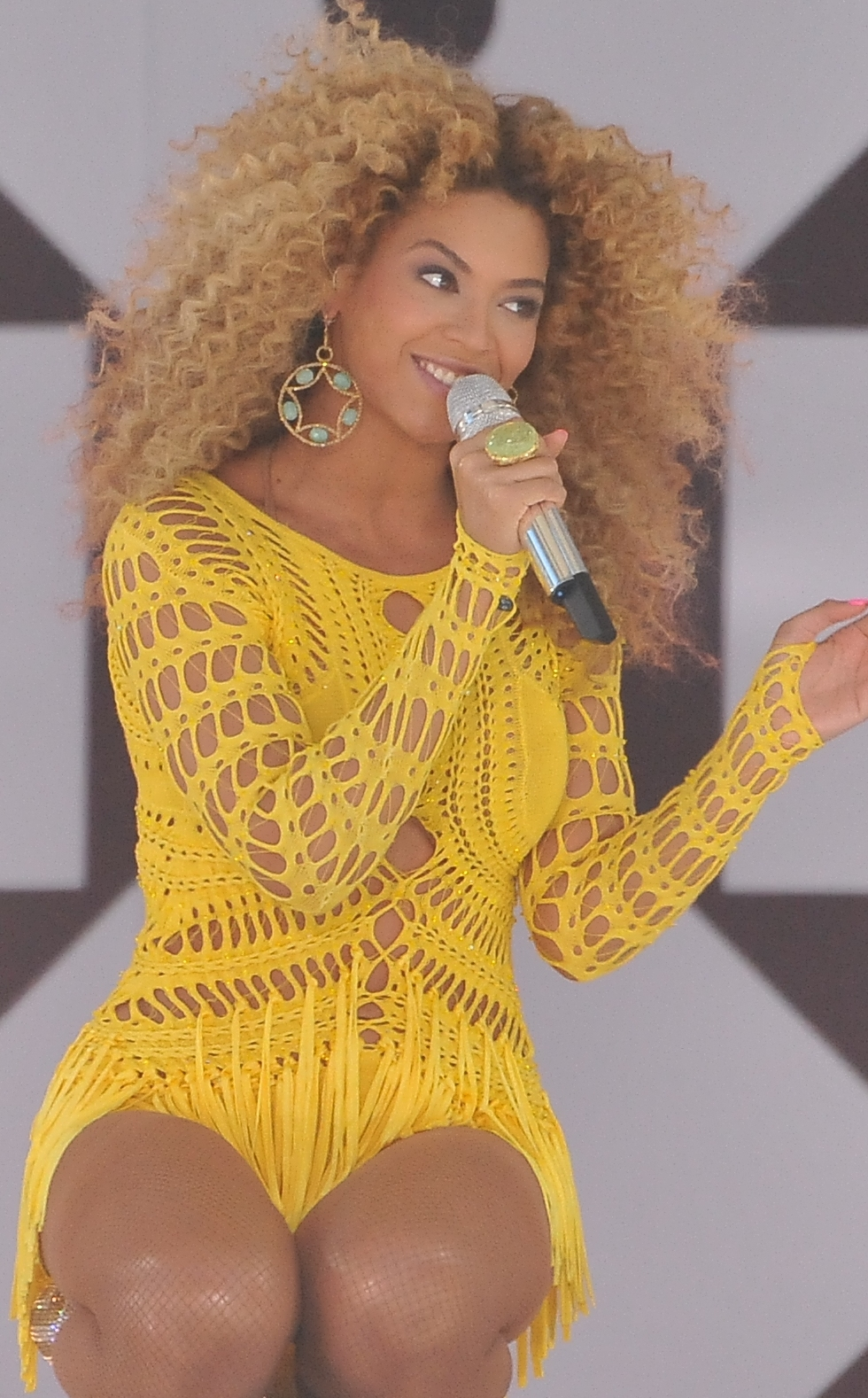
Beyoncé (a képen) önmagáról elnevezett stúdióalbuma az első helyen debütált a listán, méghozzá a legnagyobb első heti eladással női előadótól az évben.

| Best performing album of 2013 | A legjobban teljesítő albumot jelzi 2013-ban |

| Kiadás dátuma  | Album                                                         | Előadó(k)               | Forr.         |
| -------------- | ------------------------------------------------------------- | ----------------------- | ------------- |
| Január 5.      | Red                                                           | Taylor Swift            | [ 2 ]         |
| Január 12.     | Red                                                           | Taylor Swift            | [ 3 ]         |
| Január 19.     | Les Misérables: Highlights from the Motion Picture Soundtrack | Soundtrack              | [ 4 ]         |
| Január 26.     | Burning Lights                                                | Chris Tomlin            | [ 5 ]         |
| Február 2.     | Long. Live. ASAP                                              | ASAP Rocky              | [ 6 ]         |
| Február 9.     | Set You Free                                                  | Gary Allan              | [ 7 ]         |
| Február 16.    | Believe Acoustic                                              | Justin Bieber           | [ 8 ]         |
| Február 23.    | All That Echoes                                               | Josh Groban             | [ 9 ]         |
| Március 2.     | Babel                                                         | Mumford & Sons          | [ 10 ]        |
| Március 9.     | Babel                                                         | Mumford & Sons          | [ 11 ]        |
| Március 16.    | Unorthodox Jukebox                                            | Bruno Mars              | [ 12 ]        |
| Március 23.    | Spring Break...Here to Party                                  | Luke Bryan              | [ 13 ]        |
| Március 30.    | What About Now                                                | Bon Jovi                | [ 14 ] [ 15 ] |
| Április 6.     | The 20/20 Experience                                          | Justin Timberlake       | [ 16 ] [ 17 ] |
| Április 13.    | The 20/20 Experience                                          | Justin Timberlake       | [ 18 ]        |
| Április 20.    | The 20/20 Experience                                          | Justin Timberlake       | [ 19 ]        |
| Április 27.    | Paramore                                                      | Paramore                | [ 20 ]        |
| Május 4.       | Save Rock and Roll                                            | Fall Out Boy            | [ 21 ]        |
| Május 11.      | To Be Loved                                                   | Michael Bublé           | [ 22 ]        |
| Május 18.      | Life on a Rock                                                | Kenny Chesney           | [ 23 ]        |
| Május 25.      | Golden                                                        | Lady Antebellum         | [ 24 ]        |
| Június 1.      | Modern Vampires of the City                                   | Vampire Weekend         | [ 25 ]        |
| Június 8.      | Random Access Memories                                        | Daft Punk               | [ 26 ]        |
| Június 15.     | Random Access Memories                                        | Daft Punk               | [ 27 ]        |
| Június 22.     | ...Like Clockwork                                             | Queens of the Stone Age | [ 28 ]        |
| Június 29.     | 13                                                            | Black Sabbath           | [ 29 ]        |
| Július 6.      | Yeezus                                                        | Kanye West              | [ 30 ]        |
| Július 13.     | The Gifted                                                    | Wale                    | [ 31 ]        |
| Július 20.     | Born Sinner                                                   | J. Cole                 | [ 32 ]        |
| Július 27.     | Magna Carta Holy Grail                                        | Jay-Z                   | [ 33 ]        |
| Augusztus 3.   | Magna Carta Holy Grail                                        | Jay-Z                   | [ 34 ]        |
| Augusztus 10.  | Stars Dance                                                   | Selena Gomez            | [ 35 ]        |
| Augusztus 17.  | Blurred Lines                                                 | Robin Thicke            | [ 36 ]        |
| Augusztus 24.  | The Civil Wars                                                | The Civil Wars          | [ 37 ]        |
| Augusztus 31.  | Crash My Party                                                | Luke Bryan              | [ 38 ]        |
| Szeptember 7.  | Crash My Party                                                | Luke Bryan              | [ 39 ]        |
| Szeptember 14. | Hail to the King                                              | Avenged Sevenfold       | [ 40 ]        |
| Szeptember 21. | Yours Truly                                                   | Ariana Grande           | [ 41 ]        |
| Szeptember 28. | Fuse                                                          | Keith Urban             | [ 42 ]        |
| Október 5.     | From Here to Now to You                                       | Jack Johnson            | [ 43 ]        |
| Október 12.    | Nothing Was the Same                                          | Drake                   | [ 44 ]        |
| Október 19.    | The 20/20 Experience – 2 of 2                                 | Justin Timberlake       | [ 45 ]        |
| Október 26.    | Bangerz                                                       | Miley Cyrus             | [ 46 ]        |
| November 2.    | Lightning Bolt                                                | Pearl Jam               | [ 47 ]        |
| November 9.    | Prism                                                         | Katy Perry              | [ 48 ]        |
| November 16.   | Reflektor                                                     | Arcade Fire             | [ 49 ]        |
| November 23.   | The Marshall Mathers LP 2                                     | Eminem                  | [ 50 ]        |
| November 30.   | Artpop                                                        | Lady Gaga               | [ 51 ]        |
| December 7.    | The Marshall Mathers LP 2                                     | Eminem                  | [ 52 ]        |
| December 14.   | Midnight Memories                                             | One Direction           | [ 53 ]        |
| December 21.   | Blame It All on My Roots: Five Decades of Influences          | Garth Brooks            | [ 54 ]        |
| December 28.   | Beyoncé                                                       | Beyoncé                 | [ 55 ]        |